# Отто Вормбір
Отто Фредерік Вормбір (англ. Otto Frederick Warmbier; 12 грудня 1994 — 19 червня 2017) — американський студент, який був ув'язнений у КНДР із березня 2016 року по червень 2017 року після того, як був засуджений за «скоєння ворожого акту» проти країни.

## Життєпис
Отто, якому тоді був 21 рік, зізнався у крадіжці (спробі взяти на сувенір) плаката політичної пропаганди з пхеньянського готелю і був засуджений до 15 років трудових таборів, навіть попри публічну покуту.
США робили дипломатичні спроби звільнити Вормбіра. Представник Держдепартаменту США заявив, що жорстоке покарання Вормбіра стало відповіддю на санкції США проти Північної Кореї за її ядерну діяльність. За словами батька засудженого — Фреда Вормбіра — зізнання його сина було примусовим, і він був викрадений урядом Північної Кореї в політичних цілях.
Вормбір впав у кому в північнокорейській в'язниці та був евакуйований до США через американську військову базу в Саппоро. За даними північнокорейської влади, кома студента була результатом ботулізму і снодійного, але лікарі США висловили сумнів у цьому твердженні. У наданих представниками КНДР медичних документах йшлося про те, що Вормбір перебував у тяжкому стані з квітня 2016 року. Аналіз наданих на диску результатів двох МРТ (у квітні та липні 2016) виявив пошкодження головного мозку.
13 червня 2017 року, після майже 18 місяців перебування в КНДР, він повернувся до Цинциннаті, де його відправили до Медичного центру Університету Цинциннаті для негайного огляду й лікування.
Отто Вормбір помер у лікарні медичного центру Університету Цинциннаті 19 червня 2017 року о 14:20 у віці 22 років.

## Наслідки
У липні 2017 року уряд США оголосив, що з 1 вересня 2017 року заборонить американським туристам відвідувати Північну Корею, однією з причин якого було назване затримання Вормбіра.
Через кілька тижнів, відповідаючи на інтерв’ю з батьками, коронер Огайо, який оглядав Вормбіра, заперечив наявність слідів тортур і сказав: «Вони засмучені батьки. Я не можу коментувати їхнє сприйняття». Коронер сказав, що Вормбір помер через пошкодження головного мозку після переривання кровотоку. Коронер також сказав, що стан його шкіри був чудовим, а об’єм м’язів був досить добрим, враховуючи обставини.
20 листопада 2017 року Державний департамент США повторно включив Північну Корею до списку держав-спонсорів тероризму. Президент Трамп згадав справу Вормбіра, роблячи цю заяву.
У червні 2018 року батьки Вормбіра похвалили президента Трампа за його коментарі щодо сім’ї та заявили, що вони сподіваються, що перший саміт Північна Корея – США, який відбувся того місяця, принесе щось позитивне.
У лютому 2019 року, наприкінці другого саміту між Північною Кореєю та Сполученими Штатами, Трамп оголосив, що обговорював лікування Вормбіра з північнокорейським лідером Кім Чен Ином, і сказав: «Він [Кім] сказав мені, що не знав про це, і я повірю йому на слово». Президент Трамп також стверджував, що Кіму не було б на користь, щоб допустили погане поводження з Вормбіром. Після коментарів президента Трампа батьки Вормбіра оприлюднили заяву, у якій йдеться: «Ми з повагою ставилися до цього процесу саміту. Тепер ми повинні висловитися. Кім і його злий режим відповідальні за смерть нашого сина Отто. Кім і його злий режим є відповідальними за смерть нашого сина Отто. відповідальність за неймовірну жорстокість і нелюдяність. Жодне виправдання чи щедра похвала не можуть цього змінити». Пізніше Трамп заявив, що його слова були «неправильно витлумачені», і додав: «Звичайно, я вважаю Північну Корею відповідальною за погане поводження з Отто та його смерть», не згадуючи конкретно Кіма.
У квітні 2019 р. Вашингтон пост повідомили раніше нерозголошені новини про те, що під час медичної евакуації Вормбіра офіційні особи Північної Кореї надали делегації США, яка повернула його на батьківщину, рахунок на 2 мільйони доларів США за його лікування під час перебування в Пхеньяні. Президент Трамп заперечив, що уряд США оплатив рахунок.

### Стипендія
У 2022 році його батьки призначили перебіжчику з Північної Кореї стипендію на ім’я Отто Вормбіра.